# Глубоко неупругое рассеяние

Диаграмма Фейнмана первого порядка для глубоко неупругого рассеяния лептона (l) на адроне (h). Виртуальный фотон (γ^{*}) выбивает кварк (q) из адрона.

Глубоко неупругое рассеяние — процесс рассеяния с участием лептонов и адронов, при котором переданный импульс и полная энергия конечных адронов в системе их центра инерции (инвариантная масса) значительно больше характерной массы адрона (равной примерно 1 ГэВ). Примером глубоко неупругого рассеяния является множественное рождение адронов при столкновениях электронов или мюонов высоких энергий с нуклонами. Используется для зондирования внутренностей адронов (в частности, протонов и нейтронов), и выяснения динамики взаимодействий на малых расстояниях. Глубоко неупругое рассеяние впервые осуществлено в 1960-е — 1970-е годы, и дало убедительное доказательство реальности кварков, которые до этого момента многие считали лишь математическим трюком.

## Описание
В термине «глубоко неупругое рассеяние» слово «рассеяние» относится к отклонению лептона (электрона, мюона и так далее). Слово «неупругое» означает, что мишень поглощает часть энергии лептона и в результате её внутреннее состояние изменяется. На самом деле, при очень высоких энергиях используемых лептонов мишень «разбивается» и вместо неё появляется много новых частиц. Слово «глубоко» означает, с одной стороны, что энергия поглощённая мишенью, велика по сравнению с её массой, а с другой, что дебройлевская длина волны лептона мала и, следовательно, способна зондировать расстояния, которые малы по сравнению с размером адрона-мишени («глубоко внутри» адрона)[уточнить].
Лептоны не способны к сильному взаимодействию, а только к электрослабому. Поэтому действие лептона на мишень сводится к обмену виртуальными фотонами (и/или W- и Z-бозонами). В первом порядке теории возмущений по константе электромагнитного взаимодейстия процесс можно рассматривать как испускание лептоном одного виртуального фотона, который выбивает из адрона кварк (это изображено на диаграмме выше). Но кварки в свободном состоянии не могут существовать из-за конфаймента, поэтому далее происходит адронизация, в результате чего рождаются наблюдаемые частицы.

## История
Стандартная модель физики, в частности работы Мюррея Гелл-Манна в 1960-е годы, успешно объединила многие ранее разрозненные концепции в физике элементарных частиц в одну относительно простую схему. В ней существовало три типа фундаментальных частиц:
- лептоны, являющиеся частицами малой массы, такими как электроны, нейтрино и их античастицы. Они имеют целочисленный электрический заряд.
- калибровочные бозоны, являющиеся частицами, благодаря обмену которыми осуществляются фундаментальные взаимодействия. Среди них безмассовый, легко обнаруживаемый фотон (носитель электромагнитной силы) и экзотические (хотя всё ещё безмассовые) глюоны, которые являются переносчиками сильного ядерного взаимодействия.
- кварки, являющиеся массивными частицами, которые несут дробные электрические заряды. Они являются «строительными блоками» адронов. Они также являются единственными частицами, участвующими в сильных взаимодействиях.

Первый лептон был обнаружен в 1897 году, когда Д. Д. Томсон показал, что электрический ток — это поток электронов. Некоторые бозоны были обнаружены в целенаправленных экспериментах, хотя W+, W− и Z0 частицы, переносящие электрослабое взаимодействие, были надёжно зарегистрированы только начале 1980-х годов вместе с глюонами в DESY в Гамбурге. Кварки, однако, всё ещё были неуловимы.
Идеи для обнаружения кварков были сформулированы на основе идей новаторских экспериментов Э. Резерфорда в первые годы 20-го века, На основе своих экспериментов по зондированию атомов золота альфа-частицами Резерфорд доказал, что атомы имеют небольшое, массивное, заряженное ядро в центре. Большинство из альфа-частиц прошли через тонкий слой вещества практически без отклонений, но некоторые были отклонены на большие углы или вернулись обратно. Это навело на мысль, что атомы имеют сложную внутреннюю структуру и содержат внутри много пустого пространства.
Для изучения внутренней структуры барионов необходимо было использовать небольшую, проникающую и легко доступную частицу. Электроны идеально подходили для этой роли, так как они имеются в природе в изобилии и легко ускоряются до высоких энергий благодаря своему электрическому заряду. В 1968 году в SLAC, было осуществлено рассеяние электронных пучков на протонах и нейтронах в атомных ядрах
. Позже с использованием тех же принципов были проведены эксперименты с мюонами и нейтрино. 
Во время столкновений поглощалась некоторая часть кинетической энергии, и они являлись неупругими. Это контрастирует с резерфордовским рассеянием, которое является упругим вследствие отсутствия потери кинетической энергии. Электрон выходит из атома, и его траектория и скорость могут быть обнаружены. Анализ полученных результатов привёл к выводу, что адроны действительно имеют внутреннюю структуру. Эксперименты были важны, потому что они не только подтвердили физическую реальность кварков, но и ещё раз доказали, что Стандартная модель была правильным направлением исследований для физиков элементарных частиц.